# B 81500
Pour les articles homonymes, voir BGC.
,,
Les B 81500 sont des automoteurs de la SNCF, affectés au trafic TER. Il s'agit de la version bimode (électrique et diesel) de l'AGC de Bombardier, aussi nommée BGC.

## Description
Les B 81500 peuvent circuler aussi bien sur des lignes électrifiées que sur des lignes non électrifiées. Cependant, par rapport à un engin diesel, ils ont l'avantage de pouvoir utiliser le mode de traction électrique sur les lignes électrifiées en 1 500 V continu uniquement ; sur les autres lignes électrifiées en 25 kV 50 Hz alternatif monophasé, ils ne peuvent fonctionner qu'en mode diesel. Ces automotrices bimodes ont été commandées par les régions Aquitaine, Bourgogne, Centre-Val de Loire, Languedoc-Roussillon, Limousin, Midi-Pyrénées, PACA, Poitou-Charentes et Rhône-Alpes pour leurs liaisons TER.

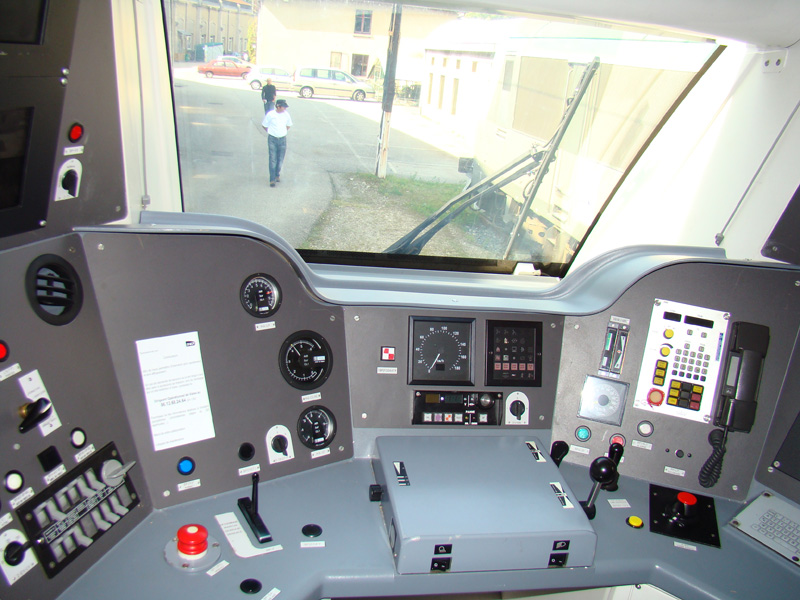
Cabine de conduite du B 81500.

Le B 82500 est une autre variante bimode de l'AGC, fonctionnant avec différents courants et composé de 4 caisses.
De même, il existe une version uniquement thermique, l'X 76500, et une autre uniquement électrique, la Z 27500.

Équipement intérieur et accessibilité.
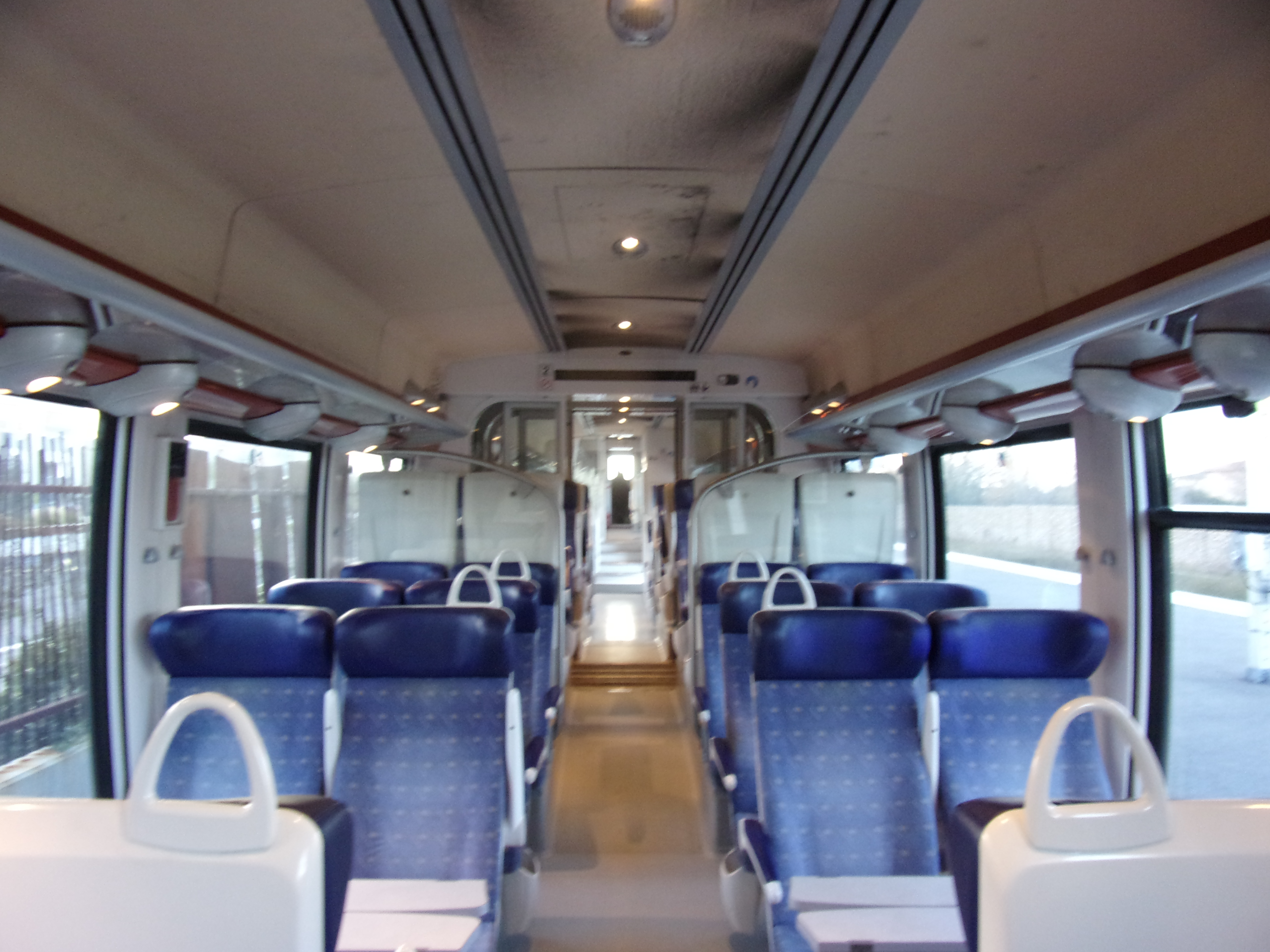
Intérieur 2de classe d'un B 81500.
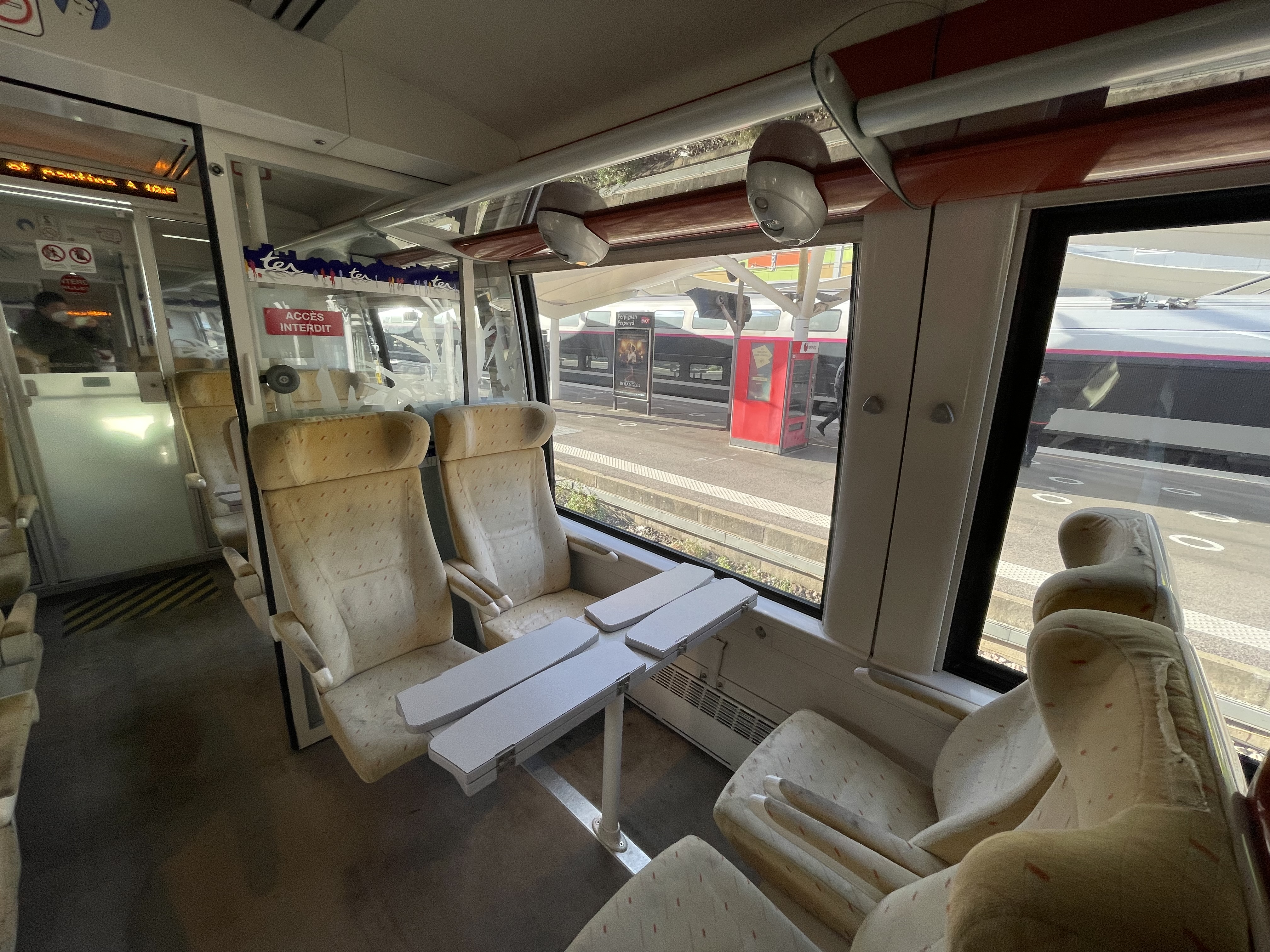
Intérieur de sièges avec accoudoirs (1ère classe).
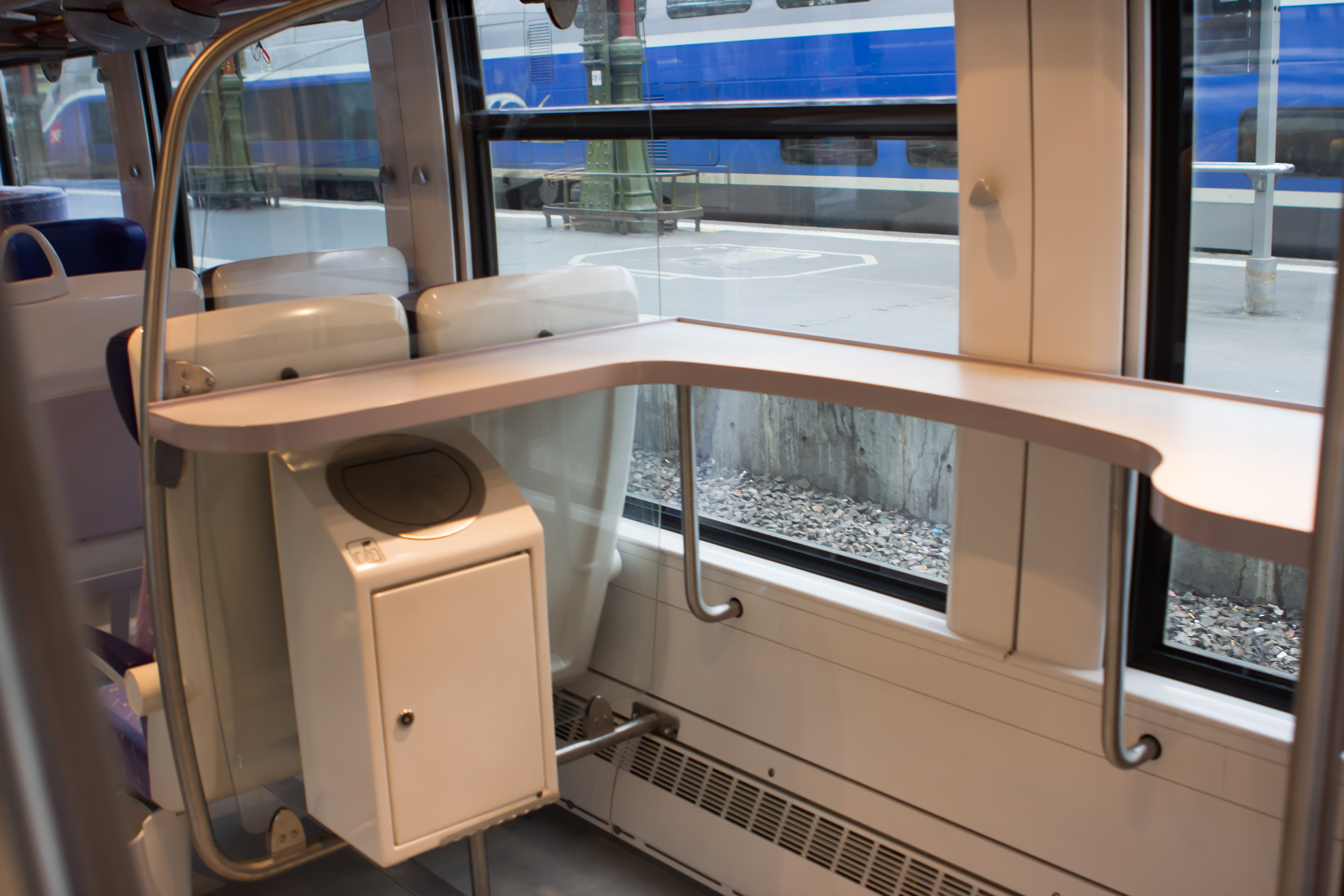
Intérieur de bar en la rame B 81745/746 de la série B 81500.
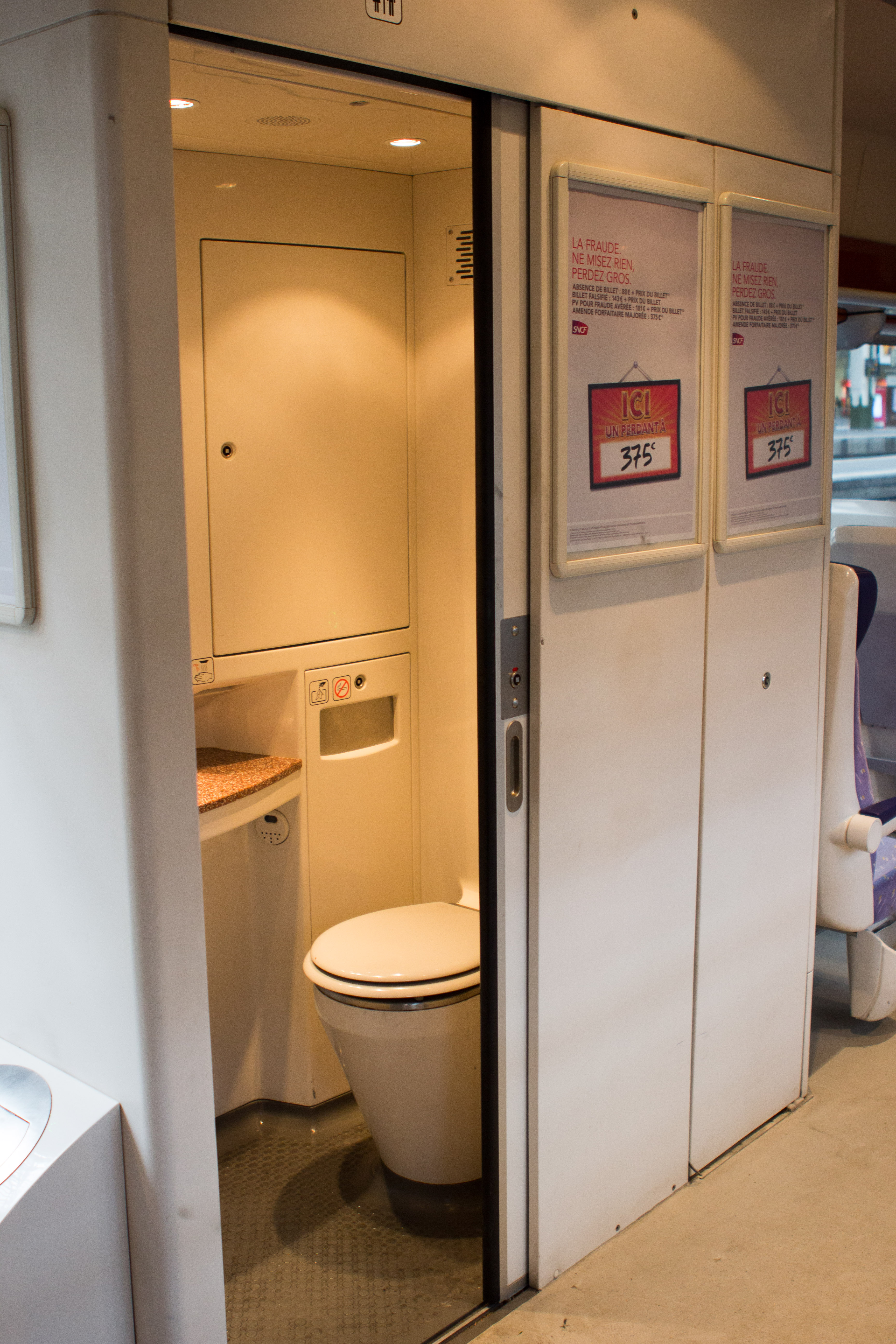
Les toilettes, aménagées pour les personnes handicapées.

## Relations effectuées

### TER Auvergne-Rhône-Alpes

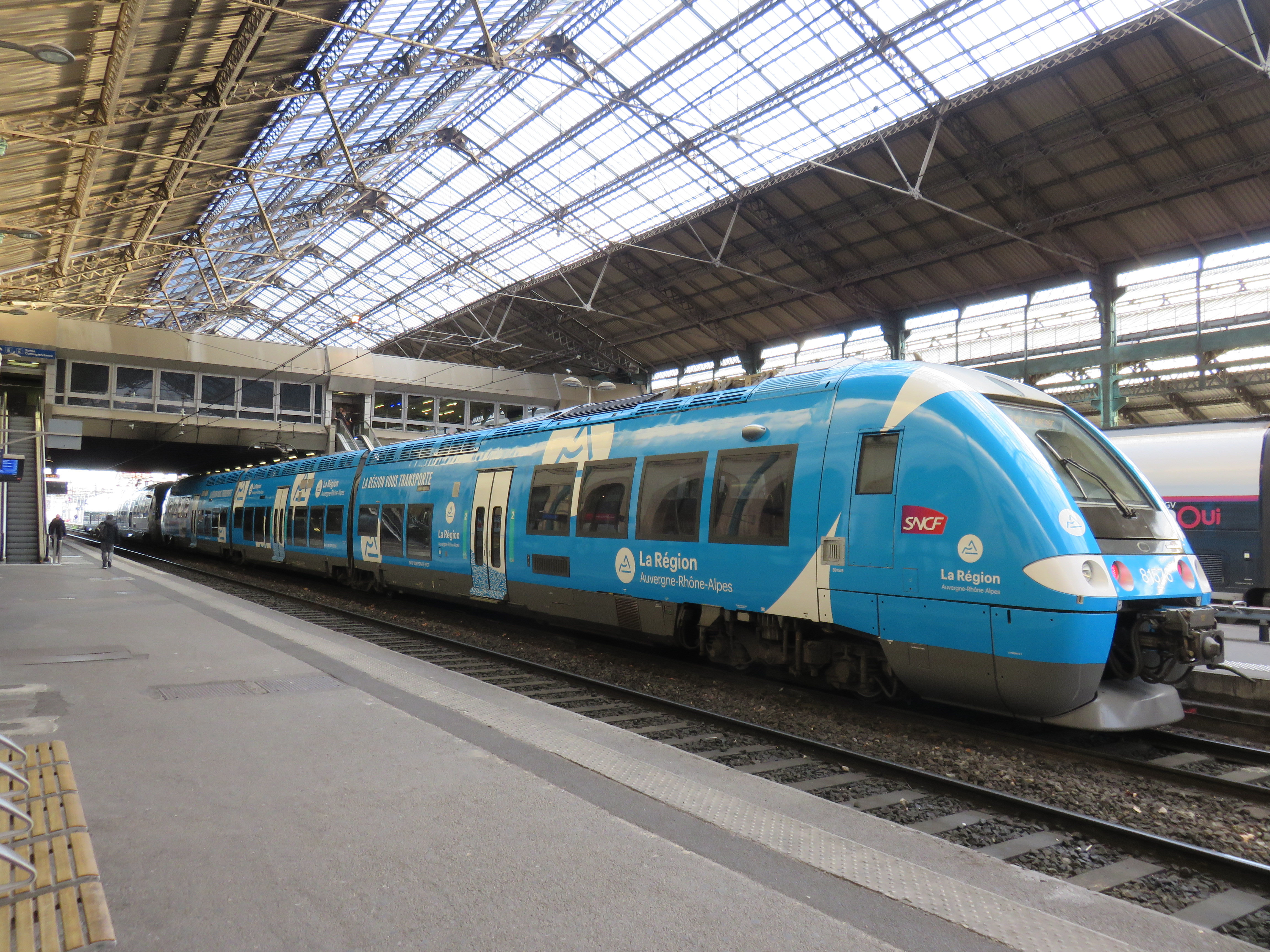
B 81575/76 en livrée Auvergne-Rhône-Alpes en gare de Lyon-Perrache.

- Lyon-Perrache – Paray-le-Monial – Nevers
- Lyon-Perrache – Bourg-en-Bresse – Oyonnax par la ligne des Dombes via Villars-les-Dombes ou Ambérieu
- Lyon – Givors-Ville – Saint-Étienne – Firminy – Le Puy-en-Velay
- Saint-Étienne – Roanne
- Lyon – Valence-Ville
- Saint-Étienne – Montbrison
- Lyon-Perrache – Roanne
- Tassin-la-Demi-Lune – Lozanne

### TER Bourgogne-Franche-Comté

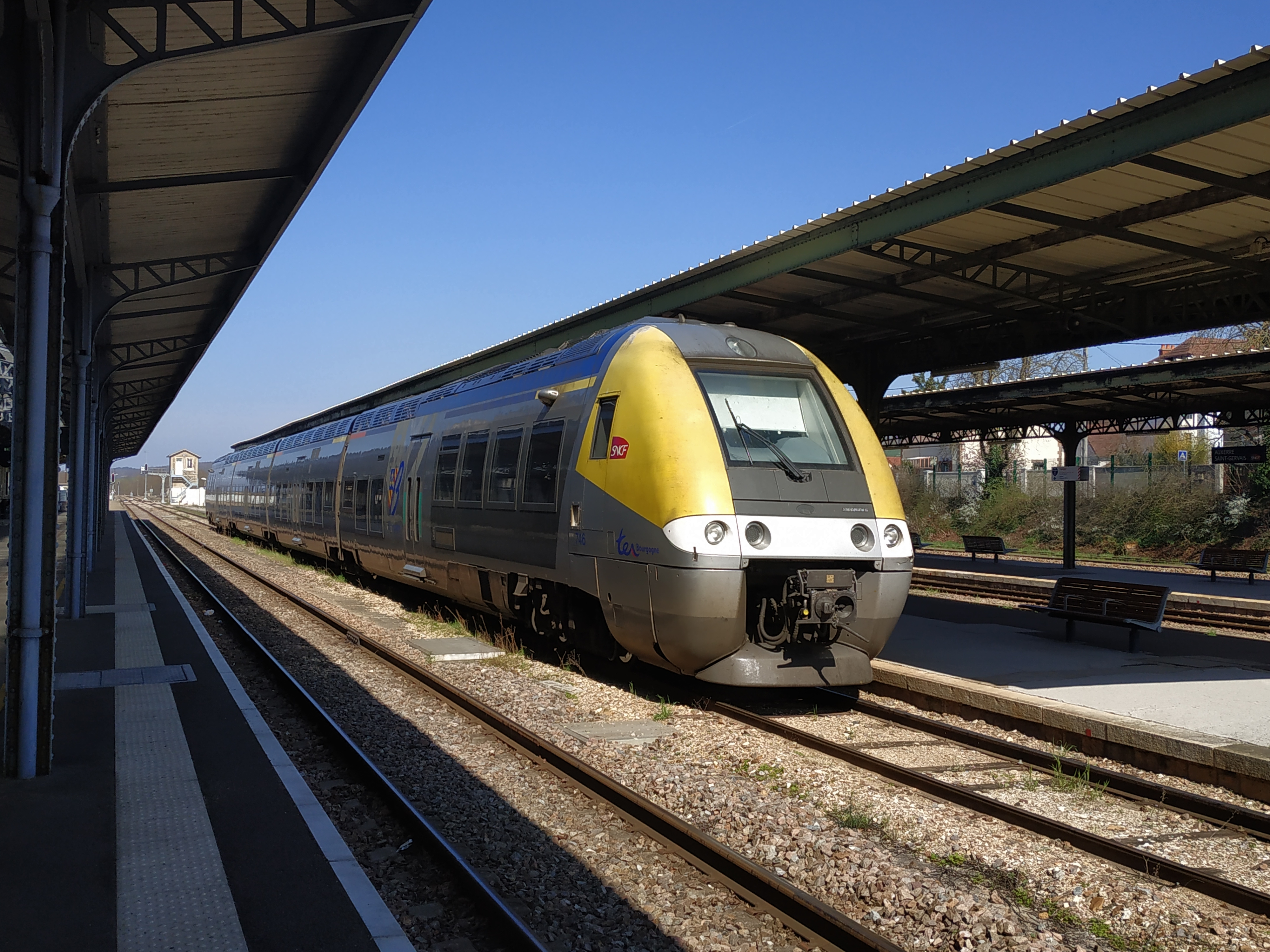
B 81500 en gare d'Auxerre-Saint-Gervais.

- Paris – Laroche - Migennes – Auxerre – Avallon / Clamecy (Corbigny) (traction électrique de Paris à Laroche puis thermique au-delà)
- Dijon – Chalon-sur-Saône – Mâcon (traction intégralement électrique, en alternance avec la version électrique du matériel)
- Dijon – Nevers – Bourges – Vierzon – Tours (en majorité en traction thermique)
- Moulins – Nevers (traction thermique)
- Nevers – Cosne-sur-Loire (traction thermique)
- Clermont-Ferrand – Vichy – Moulins – Paray-le-Monial – Montchanin – Dijon
- Nevers – Paray-le-Monial – Lyon

### TER Centre-Val de Loire
- Tours – Bourges – Moulins – Paray-le-Monial – Lyon-Perrache
- Tours – Bourges – Nevers – Dijon (assuré avec du matériel TER Bourgogne)

### TER Nouvelle-Aquitaine

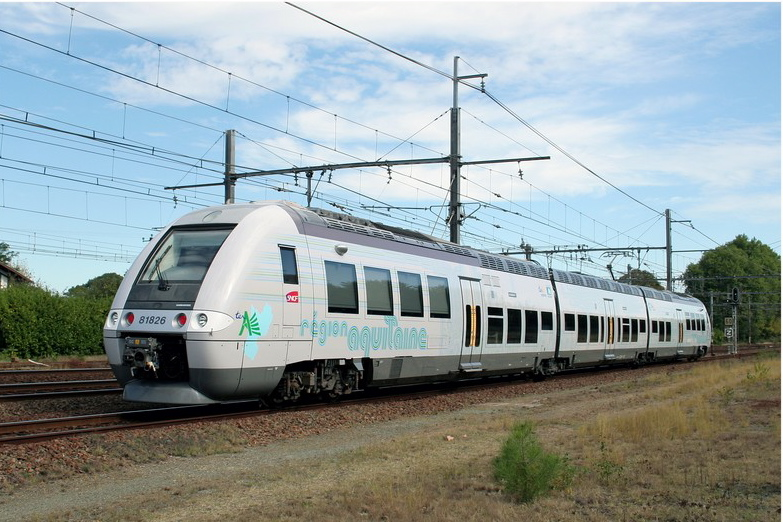
B 81825/6 sur un TER Bordeaux – Mont-de-Marsan.

- Bordeaux – Morcenx – Mont-de-Marsan (traction électrique de Bordeaux à Morcenx puis en traction thermique jusqu'à Mont-de-Marsan).
- Bordeaux – Saintes
- Bordeaux – Sarlat (traction électrique de Bordeaux à Libourne puis en traction thermique jusqu'à Sarlat)
- Bordeaux – Périgueux (traction électrique de Bordeaux à Coutras puis thermique jusqu'à Périgueux)
- Châteauroux – La Souterraine – Limoges
- Limoges – Brive
- Limoges – Poitiers (en mode thermique)
- Limoges – Ussel
- Limoges – Angoulême (en mode thermique)
- Royan – Saintes – Niort
- Royan – Saintes – Angoulême
- La Rochelle – Saintes – Bordeaux
- La Rochelle – Saintes – Angoulême
- Poitiers – Angoulême

Les B 81500 sont en priorité engagés sur des axes non électrifiés de la région en utilisant leur capacité à circuler en mode thermique, ainsi que sur l'axe Poitiers – Angoulême ce qui permet d'utiliser leur capacité à circuler sous caténaire 1 500 V. Ils peuvent se rendre sur leur site d'entretien, le "Technicentre" de Saintes, situé au cœur d'une étoile ferroviaire de lignes non-électrifiées. Ils voisinent avec les B 82500 et peuvent, à titre exceptionnel, se retrouver sur les autres lignes assurées normalement par les B 82500, en utilisant alors uniquement le mode thermique, par exemple sur la ligne La Rochelle – Niort – Poitiers.

### TER Occitanie
- Béziers – Neussargues

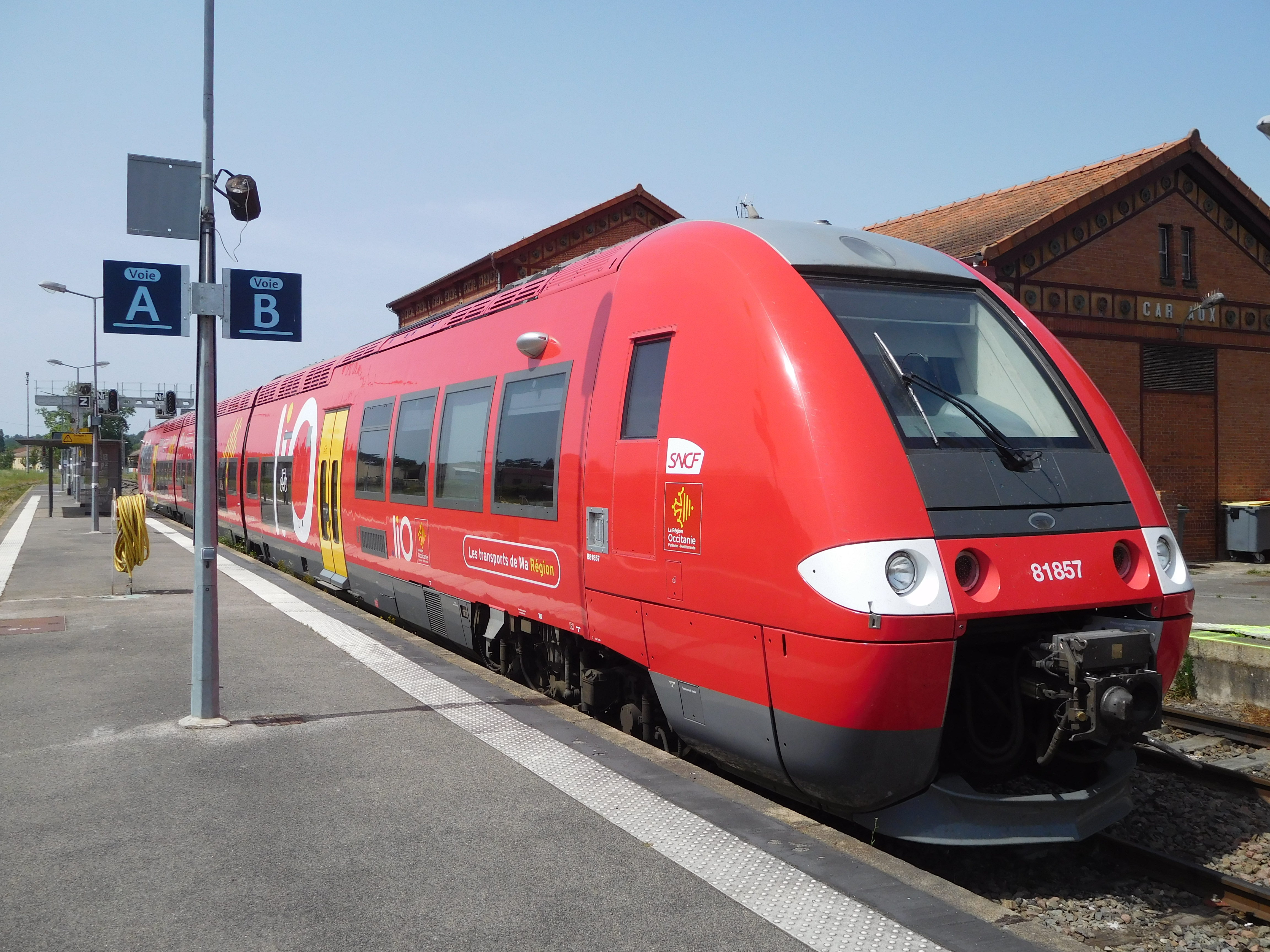
B 81857 en gare de Carmaux.

- Mende – Marvejols – Saint-Chély-d'Apcher ; en mode électrique entre Le Monastier et Saint-Chély-d'Apcher.
- Montpellier – Nîmes – La Bastide – Mende ; en mode électrique entre Montpellier et Nîmes.
- Marseille – Nîmes – Montpellier – Béziers – Narbonne (en collaboration avec la Région PACA) ; en mode électrique 1500 volts continu.
- Toulouse – Brive-la-Gaillarde
- Toulouse – Figeac – Aurillac
- Toulouse – Rodez
- Rodez – Brive-la-Gaillarde
- Toulouse – Mazamet
- Toulouse – Foix
- Toulouse – Auch
- Nîmes – Le Grau-du-Roi.

### TER Provence-Alpes-Côte d'Azur
- Marseille – Gap – Briançon
- Romans - Bourg-de-Péage – Valence – Gap – Briançon
- Marseille – Aix-en-Provence – Pertuis
- Marseille – Nîmes – Montpellier – Béziers – Narbonne (en collaboration avec la Région Languedoc-Roussillon)
- Marseille – Miramas via la ligne de la Côte Bleue
- Marseille – Miramas – Avignon via Rognac et Salon ou Arles
- Marseille – Aubagne – Toulon (en mode thermique)
- Avignon – Valence – Lyon
- Avignon TGV – Avignon-Centre – Carpentras.

## Répartition du parc

### Propriétaires
Au 30 décembre 2017, les 185 B 81500 sont détenus par 6 propriétaires répartis de la façon suivante :
| Propriétaire            | Effectif total | STF                                                  | Observation |
| ----------------------- | -------------- | ---------------------------------------------------- | ----------- |
| Auvergne-Rhône-Alpes    | 40             | STF Rhône-Alpes                                      |             |
| Bourgogne-Franche-Comté | 38             | STF Bourgogne-Franche-Comté : 37 STF Rhône-Alpes : 1 |             |
| Centre-Val de Loire     | 1              | STF Rhône-Alpes                                      |             |
| Nouvelle-Aquitaine      | 52             | STF Aquitaine                                        |             |
| Occitanie               | 27             | STF Languedoc-Roussillon : 9 STF Midi-Pyrénées : 18  |             |
| PACA                    | 27             | STF Provence-Alpes-Côte d'Azur                       |             |

### Dépôts titulaires
Les 185 exemplaires de B 81500 en service au 30 décembre 2017 sont gérés par 6 supervisions techniques de flotte (STF) répartis de la façon suivante :
| STF                            | Effectif total | Propriétaire                                                                  | Observation |
| ------------------------------ | -------------- | ----------------------------------------------------------------------------- | ----------- |
| STF Rhône-Alpes                | 42             | Auvergne-Rhône-Alpes : 40 Bourgogne-Franche-Comté : 1 Centre-Val de Loire : 1 |             |
| STF Bourgogne-Franche-Comté    | 37             | Bourgogne-Franche-Comté                                                       |             |
| STF Aquitaine                  | 52             | Nouvelle-Aquitaine                                                            |             |
| STF Languedoc-Roussillon       | 9              | Occitanie                                                                     |             |
| STF Midi-Pyrénées              | 18             | Occitanie                                                                     |             |
| STF Provence-Alpes-Côte d'Azur | 27             | PACA                                                                          |             |

## Modélisme
- La marque LS Models a reproduit cette automotrice à l'échelle HO en commençant par les rames B 81515/516 « Centre » et B 81503/504 « Bourgogne », à 3 voitures. LS Models a également reproduit à l'échelle HO (1/87) la rame B 81530 en livrée TER neutre.